# Daniil Trifonov
Daniil Olégovich Trífonov (Ruso: Дании́л Оле́гович Три́фонов; 5 de marzo de 1991 en Nizhni Nóvgorod, Rusia) es un pianista y compositor ruso.

## Carrera

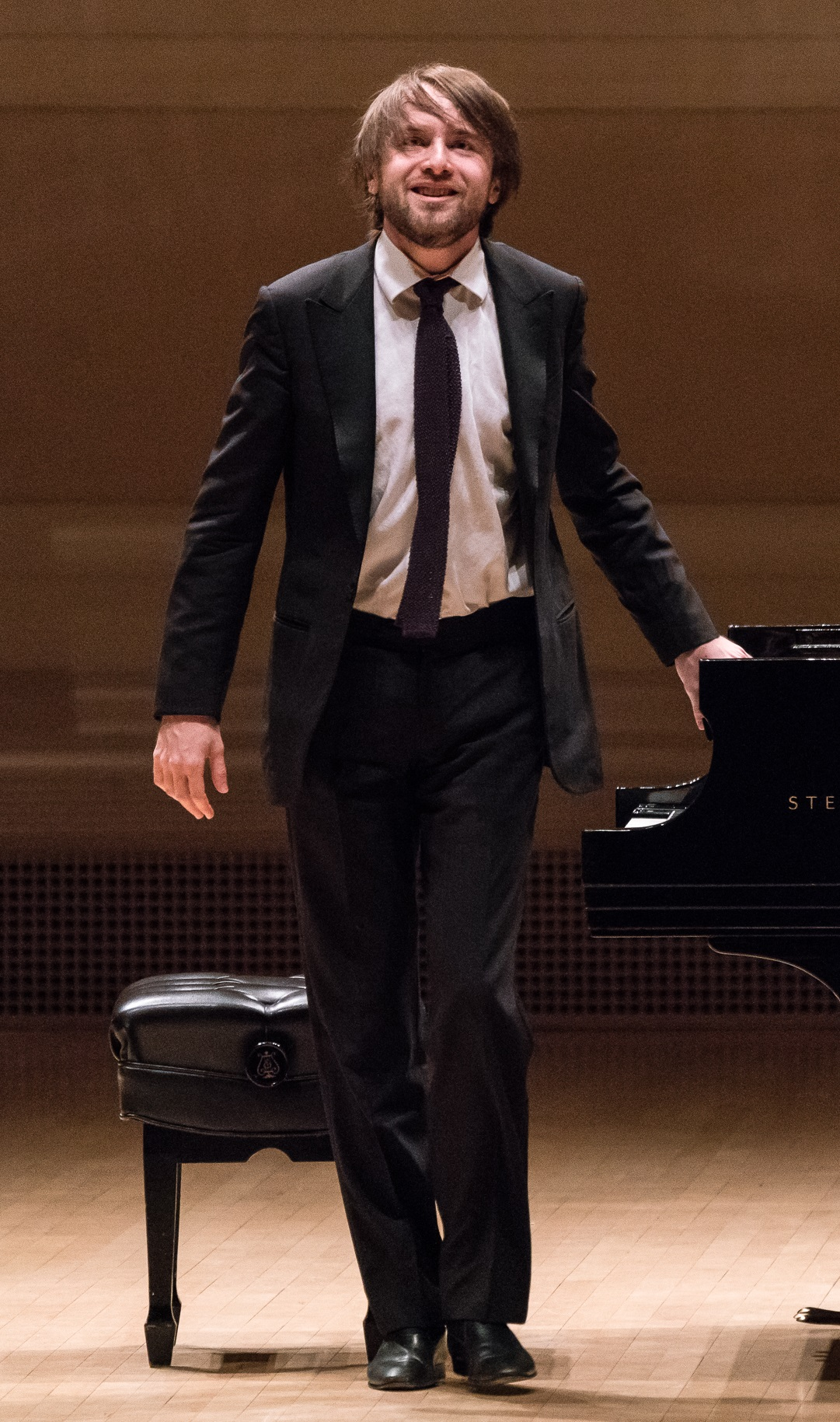
Trifonov en el Carnegie Hall, 2017

A los 17 años de edad, Trífonov ganó el Quinto Premio en la 4.º Competición Internacional Scriabin en Moscú, y el Primer Premio en el 3.º Concurso Internacional de Piano de San Marino, donde también recibió el Premio Especial por la mejor interpretación de una composición de Chick Corea.
En 2010, tocó en la Rathausplatz (Plaza del ayuntamiento) de Viena como uno de los siete finalistas del Eurovision Young Musicians. En 2010, Trífonov fue medallista del distinguido Concurso Internacional de Piano Fryderyk Chopin en Varsovia en su edición XVI,
donde ganó Tercer Premio y el Premio Especial de la Radio polaca por la mejor interpretación de las mazurkas.
En 2011, Trífonov ganó el Primer Premio en el 13.º Arthur Rubinstein International Piano Master Competition en Tel Aviv, ganando también el Premio Pnina Salzman por la mejor interpretación de una pieza de Chopin, así como el premio por la mejor interpretación de música de cámara y el premio como el favorito del público.
Unas cuantas semanas después de su victoria en dicho concurso, Trífonov fue galardonado con el Primer Premio, Medalla de Oro, y Grand Prix en la XIV edición del Concurso Internacional Chaikovski en Moscú. Trífonov también ganó el Premio de la Audiencia y el Premio para la mejor interpretación de un concierto de cámara.
En febrero de 2013 Trífonov hizo su debut en el Carnegie Hall en un concierto grabado por la Deutsche Grammophon para el lanzamiento de un álbum estrenado más tarde ese año.
El 23 de abril de 2014, Trífonov estrenó su Concierto para piano en Mi bemol menor, con la Orquesta del Instituto de Música de Cleveland, dirigida por Joel Smirnoff.

### Grabaciones
- 2010 - NIFC - Frédéric Chopin Piano Competition - Double CD album - Fryderyk Chopin
- 2010 - DUX - Frédéric Chopin
- 2011 - DECCA - Frédéric Chopin
- 2012 - Mariinsky - Tchaikovsky, Chopin y Liszt transcripciones de Schubert y Schumann (SACD)
- 2013 - Deutsche Grammophon - The Carnegie Recital (Liszt, Scriabin, Chopin, Medtner)
- 2015 - Deutsche Grammophon - Sergei Rachmaninov Variations (The Philadelphia Orchestra - Yannick Nézet-Séguin)
- 2017 - Deutsche Grammophon - Liszt Transcendental (Estudios S. 139, S. 141, S. 144, S. 145)
- 2017 - Deutsche Grammophon - Chopin Evocations (Chopin, Schumann, Grieg, Barber, Tchaikovsky, Mompou)

### Reseñas y críticas
La pianista Martha Argerich dijo en el Financial Times en 2011 que Trífonov tiene "todo y más", añadiendo que "Lo que hace con sus manos es técnicamente increíble. Es también su toque - que tiene la ternura y también el elemento demoníaco. Nunca había escuchado algo así”.
La grabación del concierto para piano de Chaikovski fue descrita por la revista "International Piano" como "Un disco sencillamente notable ... La interpretación de Daniil Trífonov es una embriagadora mezcla de super-virtuoso y la capacidad de generar la mayor ternura ... Demuestra una envidiable variedad de tacto y sombreando ... Los acoplamientos son tan inteligente como magníficos".
El programa CD Review de BBC Radio 3 del 10 de agosto de 2013 opinó que "Ahora el pianista de 21 años es evidentemente la verdadera apuesta, esto no es todo un flash and dash aunque hay mucho de ambos como en lo que todos oyen pero escuchar fuera para la expresividad de Trífonov, la manera en la que interpreta con el tempo y mantiene algo de su pólvora seca para la coda donde casi deja la orquesta arrastrando en su estela, y suenan como si estuvieran teniendo una bola también".
Jed Distler, en Classics Today, en una reseña de un CD de Chopin de 2010, lanzado por el sello discográfico polaco Dux comentó sobre "La tendencia de Trífonov de acabar frases y titubear antes de los clímax comunica un acercamiento primariamente lírico que carece de vitalidad rítmica y de continuidad nota por nota. Por contraste, la Barcarola sin forma del pianista alterna entre una languidez estática y un continuar adelante en lo que parecen momentos arbitrarios, como en la coda tambaleante".